# Bourbon whisky
El whisky americà, també anomenat bourbon, és una beguda destil·lada que es caracteritza pel gust aromàtic i acaramel·lat. El bourbon s'elabora, segons la llei nord-americana, amb moresc (50-70%), blat, sègol i ordi maltat. Té un període d'envelliment de com a mínim dos anys (encara que normalment en solen ésser cinc) en botes de roure noves o torrades.
El nom ‘bourbon' ve de la dinastia francesa Bourbon, “Borbó”, dinastia borbònica, encara que l'origen del nom es disputa amb l'homònim del comtat de Kentucky o d'un carrer de Nova Orleans. Es produeix des del segle xviii, bé que el nom ‘bourbon' no s'aplicà fins als anys 50 del segle xix. Es pot produir arreu dels EUA, però sobretot s'associa al sud en general, i a Kentucky en particular.
El bourbon se serveix sol, diluït amb aigua, amb glaçons, barrejat amb soda o en còctels, incloent-hi el Manhattan, l'Old Fashioned i el menta julep. També es fa servir per cuinar.